# Сова (созвездие)
Сова или Ночная Сова (лат. Noctua) — отменённое созвездие южного полушария неба, располагавшееся между Гидрой и Весами. Было введено Александром Джеймисоном в работе 1822 года «A Celestial Atlas» и представлено в коллекции иллюстрированных карточек «Зеркало Урании». Сова состояла из звезд 4 Весов и 54–57 Гидры, блеск которых варьируется от 4-й до 6-й величины.
Французский астроном Пьер Шарль Ле Монье представил птицу на хвосте Гидры как созвездие Дронт, названное в честь вымершей нелетающей птицы, но изображавшееся в виде каменного дрозда, относящегося к роду Turdus, из-за чего созвездие называли Turdus Solitarius, Одинокий Дрозд. Его также изображали в виде пересмешника, например созвездие Пересмешник было на карте Томаса Юнга.
У Джона Хилла на этом месте находилось созвездие Жаба.
Ныне не входит в список официальных.